# Allgäuer Bergbauernmuseum

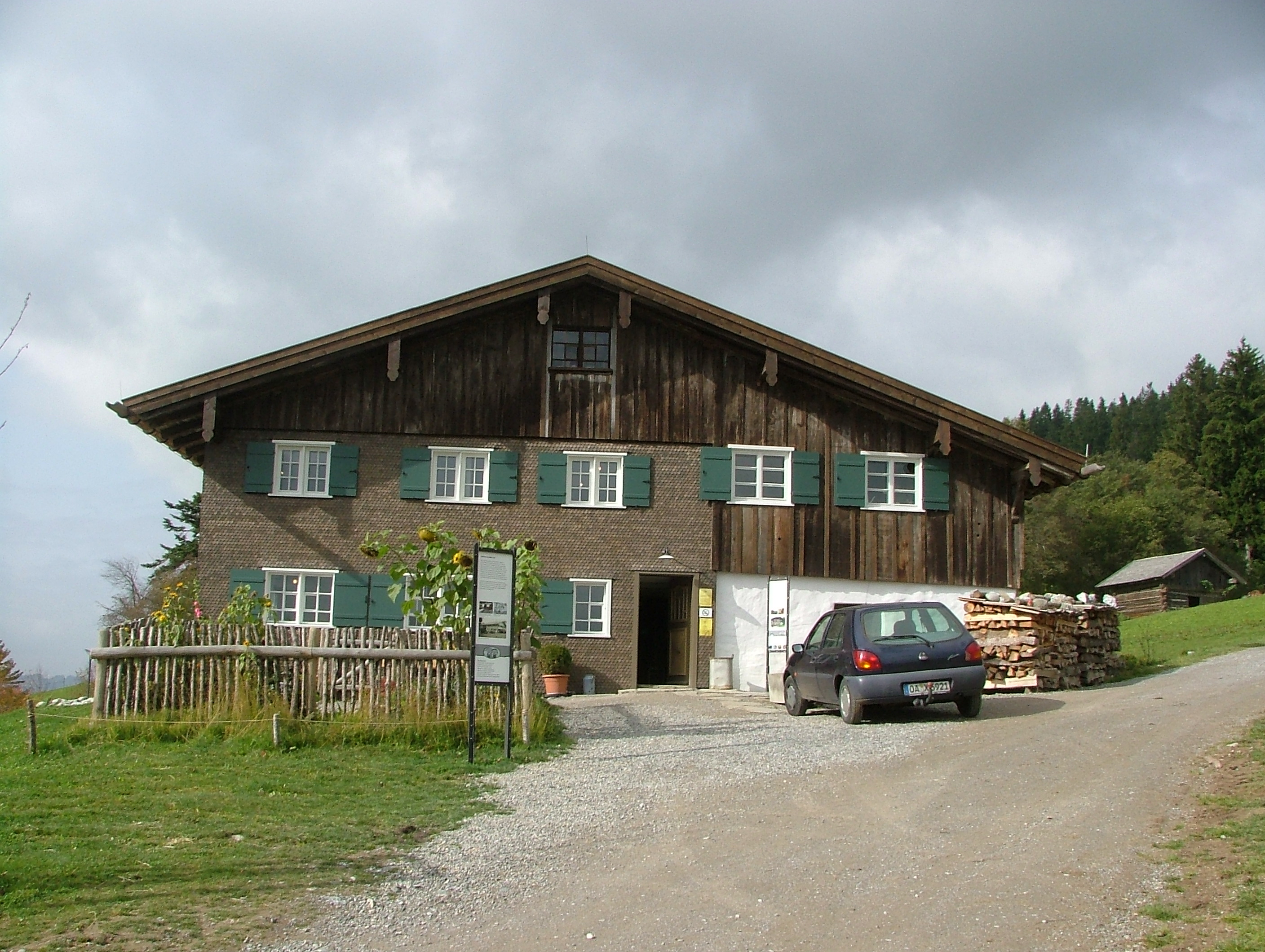
Bergbauernhof im Museum

Das Allgäuer Bergbauernmuseum liegt im Immenstädter Ortsteil Diepolz am Hang des 1.200 Meter hohen Hauchenbergs. Von dort bietet sich ein umfassender Ausblick auf das Panorama der Allgäuer Alpen.
Das Museum besteht aus mehreren Gebäuden, die das ländliche Leben dokumentieren. Mehrere Tierställe, ein Kräutergarten, eine Alpe sowie ein Bergbauernhof gehören dazu. Das Museum ist als lebendiges Museum konzipiert und zeigt das Alltagsleben in einem Bergdorf. Gezeigt wird die Entwicklung des bäuerlichen Lebens vom „blauen Allgäu“ zu Zeiten des Flachsanbaus, die Entstehung der Milchwirtschaft im Allgäu, vorangetrieben von Carl Hirnbein, sowie die moderne Landwirtschaft. Museumsträger ist der Verein Allgäuer Bergbauernmuseum e. V.

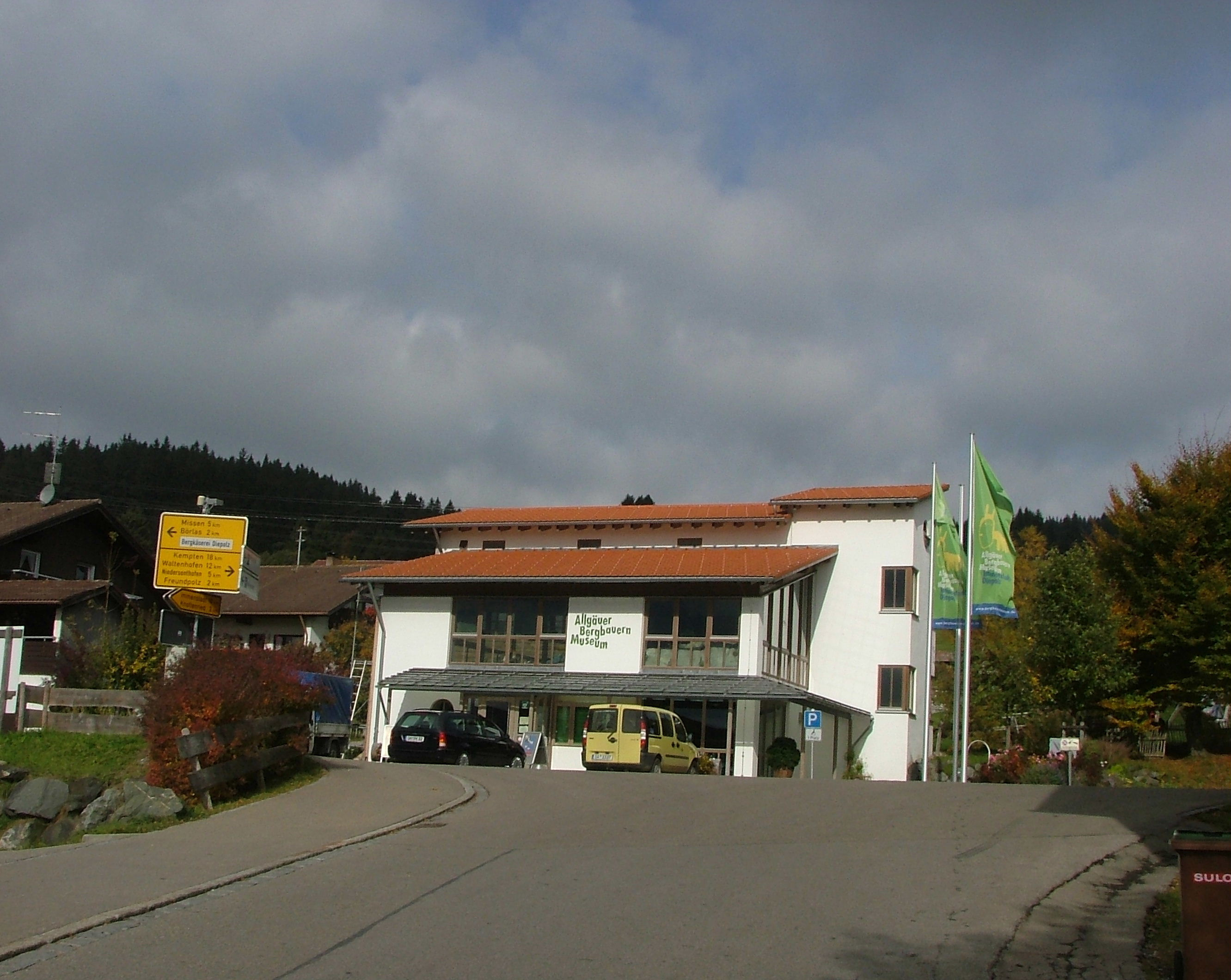
Eingang zum Museums
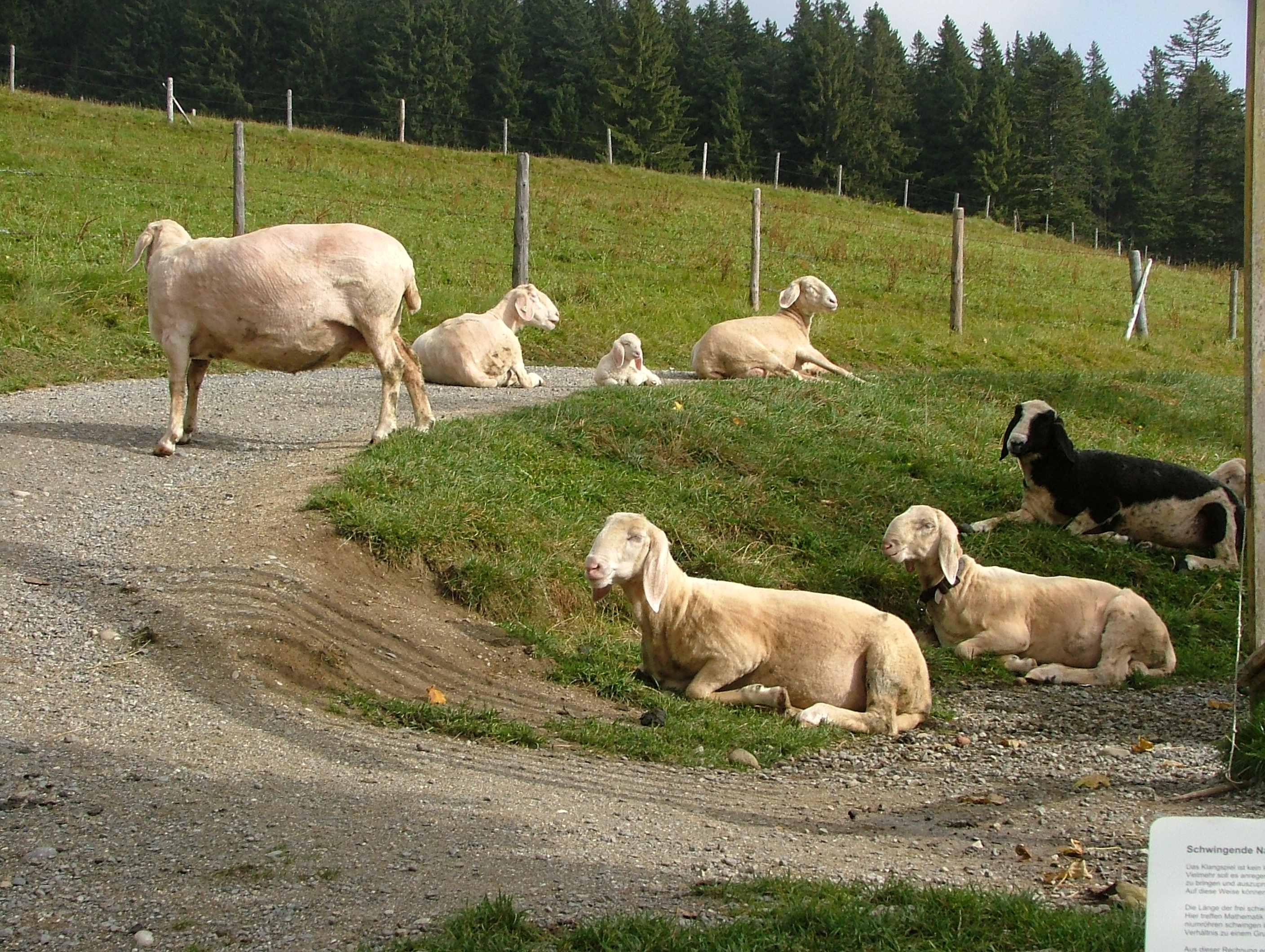
Bergschafe im Museumsgelände

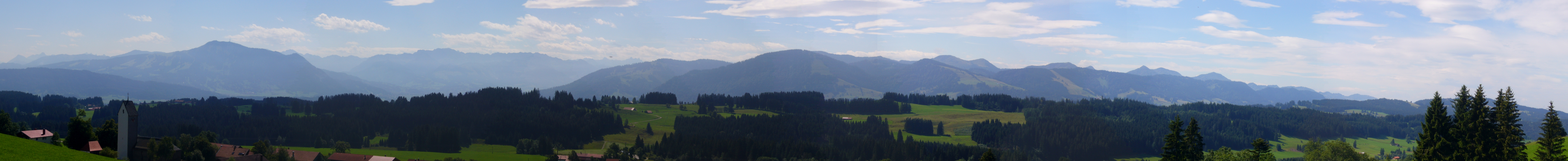
Blick vom Bergbauernmuseum auf die Allgäuer Alpen in Richtung Immenstadt